# Lv2부터 치트였던 전직 용사 후보의 유유자적 이세계 라이프
Lv2부터 치트였던 전직 용사 후보의 유유자적 이세계 라이프(Lv2からチートだった元勇者候補のまったり異世界ライフ, Chillin' in Another World with Level 2 Super Cheat Powers)는 일본의 라이트 노벨 시리즈이다. 키노조 미야와 카타기리가 그림을 그렸다. 이 시리즈는 처음에 사용자 제작 소설 출판 웹사이트인 소설가가 되자에서 2016년부터 2019년까지 연재되었다. 나중에 오버랩(Overlap)이 인수하여 2016년 12월부터 오버랩 노벨스 각인으로 라이트 노벨로 출판하기 시작했다. 이토마치 아키네가 그린 일본 만화 각색은 2019년 1월부터 오버랩의 코믹 가도(Comic Gardo) 웹사이트에서 연재를 시작했다. J.C.STAFF가 제작한 애니메이션 TV 시리즈 각색은 2024년 4월에 첫 방송되었다.

## 전제
바나자는 클라이로드 왕국의 영웅 후보로 이세계로 소환되지만 실력이 부족하다는 사실이 밝혀져 위험한 숲으로 추방된다. 슬라임을 죽인 후 바나자는 레벨을 올리고 무한한 능력치를 얻어 그를 매우 강력하게 만든다. 그는 인간과 악마 사이의 갈등을 막기 위해 새로운 기술을 사용하여 플리오로 변장한다. 그러나 운명은 그를 끌어들이는 묘한 방법을 갖고 있다.